# Корбу (Глодяну-Сіліштя, Бузеу)
Корбу (рум. Corbu) — село у повіті Бузеу в Румунії. Входить до складу комуни Глодяну-Сіліштя.
Село розташоване на відстані 67 км на північний схід від Бухареста, 33 км на південь від Бузеу, 121 км на південний захід від Галаца, 123 км на південний схід від Брашова.

## Населення
За даними перепису населення 2002 року у селі проживали 112 осіб, усі — румуни. Усі жителі села рідною мовою назвали румунську.